# Прототип (шаблон проектирования)
Прототип, (англ. Prototype) — порождающий шаблон проектирования.

## Назначение
Задаёт виды создаваемых объектов с помощью экземпляра-прототипа и создаёт новые объекты путём копирования этого прототипа. Он позволяет уйти от реализации и позволяет следовать принципу «программирование через интерфейсы». В качестве возвращающего типа указывается интерфейс/абстрактный класс на вершине иерархии, а классы-наследники могут подставить туда наследника, реализующего этот тип.
Проще говоря, это паттерн создания объекта через клонирование другого объекта вместо создания через конструктор.

## Применение
Паттерн используется чтобы:
- избежать дополнительных усилий по созданию объекта стандартным путём (имеется в виду использование конструктора, так как в этом случае также будут вызваны конструкторы всей иерархии предков объекта), когда это непозволительно дорого для приложения.
- избежать наследования создателя объекта (object creator) в клиентском приложении, как это делает паттерн abstract factory.

Используйте этот шаблон проектирования, когда системe безразлично как именно в ней создаются, компонуются и представляются продукты:
- инстанцируемые классы определяются во время выполнения, например с помощью динамической загрузки;
- избежать построения иерархий классов или фабрик, параллельных иерархии классов продуктов;
- экземпляры класса могут находиться в одном из нескольких различных состояний. Может оказаться удобнее установить соответствующее число прототипов и клонировать их, а не инстанцировать каждый раз класс вручную в подходящем состоянии.

## Примеры

### Пример на Python
```
#!/usr/bin/env python

# -*- coding: utf-8 -*-

import
 
copy

class
 
Prototype
:

    
def
 
__init__
(
self
):

        
self
.
_objects
 
=
 
{}

    
def
 
register_object
(
self
,
 
name
,
 
obj
):

        
"""Register an object"""

        
self
.
_objects
[
name
]
 
=
 
obj

    
def
 
unregister_object
(
self
,
 
name
):

        
"""Unregister an object"""

        
del
 
self
.
_objects
[
name
]

    
def
 
clone
(
self
,
 
name
,
 
**
attr
):

        
"""Clone a registered object and update inner attributes dictionary"""

        
obj
 
=
 
copy
.
deepcopy
(
self
.
_objects
.
get
(
name
))

        
obj
.
__dict__
.
update
(
attr
)

        
return
 
obj

class
 
A
:

    
def
 
__init__
(
self
):

        
self
.
x
 
=
 
3

        
self
.
y
 
=
 
8

        
self
.
z
 
=
 
15

        
self
.
garbage
 
=
 
[
38
,
 
11
,
 
19
]

    
def
 
__str__
(
self
):

        
return
 
'
{}
 
{}
 
{}
 
{}
'
.
format
(
self
.
x
,
 
self
.
y
,
 
self
.
z
,
 
self
.
garbage
)

def
 
main
():

    
a
 
=
 
A
()

    
prototype
 
=
 
Prototype
()

    
prototype
.
register_object
(
'objecta'
,
 
a
)

    
b
 
=
 
prototype
.
clone
(
'objecta'
)

    
c
 
=
 
prototype
.
clone
(
'objecta'
,
 
x
=
1
,
 
y
=
2
,
 
garbage
=
[
88
,
 
1
])

    
print
([
str
(
i
)
 
for
 
i
 
in
 
(
a
,
 
b
,
 
c
)])

if
 
__name__
 
==
 
'__main__'
:

    
main
()

```

1. 1.     1. OUTPUT ###
2. ['3 8 15 [38, 11, 19]', '3 8 15 [38, 11, 19]', '1 2 15 [88, 1]']

### Пример на C++
```
class
 
Meal
 
{

public
:

	
virtual
 
~
Meal
();

	
virtual
 
void
 
eat
()
 
=
 
0
;

	
virtual
 
Meal
 
*
clone
()
 
const
 
=
 
0
;

	
//...

};

class
 
Spaghetti
 
:
 
public
 
Meal
 
{

public
:

	
Spaghetti
(
 
const
 
Spaghetti
 
&
);

	
void
 
eat
();

	
Spaghetti
 
*
clone
()
 
const
 
{
 
return
 
new
 
Spaghetti
(
 
*
this
 
);
 
}

	
//...

};

```

### Пример на Java
```
/**

 * Prototype Class

 */

public
 
class
 
Cookie
 
implements
 
Cloneable
 
{

    

    
protected
 
int
 
weight
;

    
@Override

    
public
 
Cookie
 
clone
()
 
throws
 
CloneNotSupportedException
 
{

        
Cookie
 
copy
 
=
 
(
Cookie
)
 
super
.
clone
();

       

        
//In an actual implementation of this pattern you might now change references to

        
//the expensive to produce parts from the copies that are held inside the prototype.

        
return
 
copy
;

    
}

}

/**

 * Concrete Prototypes to clone

 */

public
 
class
 
CoconutCookie
 
extends
 
Cookie
 
{
 
}

```

```
/**

 * Client Class

 */

public
 
class
 
CookieMachine
 
{

    
private
 
Cookie
 
cookie
;
 
// Could have been a private Cloneable cookie.

    
public
 
CookieMachine
(
Cookie
 
cookie
)
 
{

        
this
.
cookie
 
=
 
cookie
;

    
}

    
public
 
Cookie
 
makeCookie
()
 
throws
 
CloneNotSupportedException
 
{

        
return
 
(
Cookie
)
 
this
.
cookie
.
clone
();

    
}

    
public
 
static
 
void
 
main
(
String
 
args
[]
)
 
throws
 
CloneNotSupportedException
 
{

        
Cookie
 
tempCookie
 
=
 
null
;

        
Cookie
 
prot
 
=
 
new
 
CoconutCookie
();

        
CookieMachine
 
cm
 
=
 
new
 
CookieMachine
(
prot
);

        
for
 
(
int
 
i
 
=
 
0
;
 
i
 
<
 
100
;
 
i
++
)

            
tempCookie
 
=
 
cm
.
makeCookie
();

    
}

}

```

### Пример на Scala
```
package
 
com

package
 
object
 
prototype
 
{

  
class
 
Waffle
(

              
protected
 
var
 
name
:
 
String
,

              
protected
 
var
 
primaryFilling
:
 
String
,

              
protected
 
var
 
specialFilling
:
 
Option
[
String
]
 
=
 
None

              
)

    
extends
 
Cloneable
 
{

    
override
 
def
 
clone
():
 
Waffle
 
=
 
{

      
super
.
clone
().
asInstanceOf
[
Waffle
]

    
}

    
def
 
output
()
 
:
 
Unit
 
=
 
{

      
println
(
s"Waffle 
$
name
 with primary filling 
$
primaryFilling
"

        
+
 
(
if
 
(
specialFilling
 
!=
 
None
)
 
specialFilling
.
get
 
else
 
""
))

    
}

  
}

  
object
 
PrototypeTest
 
{

    
def
 
main
(
args
:
 
Array
[
String
])
 
:
 
Unit
 
=
 
{

      
println
(
"Output:"
)

      
val
 
chocolateWaffle
 
=
 
new
 
Waffle
(
"ChocolateWaffle"
,
 
"Chocolate"
)

      
chocolateWaffle
.
output
()

      
chocolateWaffle
.
clone
().
output
()

      
val
 
coconutWaffle
 
=
 
new
 
Waffle
(
"CoconutWaffle"
,
"Condensed milk"
,
 
Some
(
"Coconut"
))

      
coconutWaffle
.
output
()

      
coconutWaffle
.
clone
().
output
()

    
}

  
}

}

// Output:

// Waffle ChocolateWaffle with primary filling Chocolate

// Waffle ChocolateWaffle with primary filling Chocolate

// Waffle CoconutWaffle with primary filling Condensed milkCoconut

// Waffle CoconutWaffle with primary filling Condensed milkCoconut

```

### Пример на C#
```
 
using
 
System
;

 

 
namespace
 
Prototype

 
{
  

  
class
 
MainApp

  
{
    

    
static
 
void
 
Main
()

    
{

      
// Create two instances and clone each 

      
Prototype
 
prototype1
 
=
 
new
 
ConcretePrototype1
(
"I"
);

      
Prototype
 
clonedPrototype1
 
=
 
prototype1
.
Clone
();

      
Console
.
WriteLine
 
(
"Cloned: {0}"
,
 
clonedPrototype1
 
.
Id
);

 

      
Prototype
 
prototype2
 
=
 
new
 
ConcretePrototype2
(
"II"
);

      
Prototype
 
clonedPrototype2
 
=
 
prototype2
.
Clone
();

      
Console
.
WriteLine
 
(
"Cloned: {0}"
,
 
clonedPrototype2
 
.
Id
);

    
}

  
}

 

  
// "Prototype" 

  
public
 
abstract
 
class
 
Prototype

  
{

    
// Constructor

    
public
 
Prototype
(
string
 
id
)

    
{

        
this
.
Id
 
=
 
id
;

        
Console
.
Write
(
"Base constructor is called."
);

    
}

 

    
// Property

    
public
 
string
 
Id
 
{
 
get
;
 
private
 
set
;
 
}

 

    
public
 
virtual
 
Prototype
 
Clone
()

    
{

         
// Shallow copy

        
return
 
(
Prototype
)
this
.
MemberwiseClone
();

    
}

  
}

 

  
// "ConcretePrototype1" 

  
public
 
class
 
ConcretePrototype1
 
:
 
Prototype

  
{

    
// Constructor

    
public
 
ConcretePrototype1
(
string
 
id
)
 
:
 
base
(
id
)

    
{

    
}

  
}

 

  
// "ConcretePrototype2" 

  
public
 
class
 
ConcretePrototype2
 
:
 
Prototype

  
{

    
// Constructor

    
public
 
ConcretePrototype2
(
string
 
id
)
 
:
 
base
(
id
)

    
{

    
}

  
}

 
}

```

### Пример на PHP
```
<?php

namespace
 
RefactoringGuru\Prototype\Conceptual
;

/**

 * Пример класса, имеющего возможность клонирования. Мы посмотрим как происходит

 * клонирование значений полей разных типов.

 */

class
 
Prototype

{

    
public
 
$primitive
;

    
public
 
$component
;

    
public
 
$circularReference
;

    
/**

     * PHP имеет встроенную поддержку клонирования. Вы можете «клонировать»

     * объект без определения каких-либо специальных методов, при условии, что

     * его поля имеют примитивные типы. Поля, содержащие объекты, сохраняют свои

     * ссылки в клонированном объекте. Поэтому в некоторых случаях вам может

     * понадобиться клонировать также и вложенные объекты. Это можно сделать

     * специальным методом clone.

     */

    
public
 
function
 
__clone
()

    
{

        
$this
->
component
 
=
 
clone
 
$this
->
component
;

        
// Клонирование объекта, который имеет вложенный объект с обратной

        
// ссылкой, требует специального подхода. После завершения клонирования

        
// вложенный объект должен указывать на клонированный объект, а не на

        
// исходный объект.

        
$this
->
circularReference
 
=
 
clone
 
$this
->
circularReference
;

        
$this
->
circularReference
->
prototype
 
=
 
$this
;

    
}

}

class
 
ComponentWithBackReference

{

    
public
 
$prototype
;

    
/**

     * Обратите внимание, что конструктор не будет выполнен во время

     * клонирования. Если у вас сложная логика внутри конструктора, вам может

     * потребоваться выполнить ее также и в методе clone.

     */

    
public
 
function
 
__construct
(
Prototype
 
$prototype
)

    
{

        
$this
->
prototype
 
=
 
$prototype
;

    
}

}

/**

 * Клиентский код.

 */

function
 
clientCode
()

{

    
$p1
 
=
 
new
 
Prototype
();

    
$p1
->
primitive
 
=
 
245
;

    
$p1
->
component
 
=
 
new
 
\DateTime
();

    
$p1
->
circularReference
 
=
 
new
 
ComponentWithBackReference
(
$p1
);

    
$p2
 
=
 
clone
 
$p1
;

    
if
 
(
$p1
->
primitive
 
===
 
$p2
->
primitive
)
 
{

        
echo
 
"Primitive field values have been carried over to a clone. Yay!
\n
"
;

    
}
 
else
 
{

        
echo
 
"Primitive field values have not been copied. Booo!
\n
"
;

    
}

    
if
 
(
$p1
->
component
 
===
 
$p2
->
component
)
 
{

        
echo
 
"Simple component has not been cloned. Booo!
\n
"
;

    
}
 
else
 
{

        
echo
 
"Simple component has been cloned. Yay!
\n
"
;

    
}

    
if
 
(
$p1
->
circularReference
 
===
 
$p2
->
circularReference
)
 
{

        
echo
 
"Component with back reference has not been cloned. Booo!
\n
"
;

    
}
 
else
 
{

        
echo
 
"Component with back reference has been cloned. Yay!
\n
"
;

    
}

    
if
 
(
$p1
->
circularReference
->
prototype
 
===
 
$p2
->
circularReference
->
prototype
)
 
{

        
echo
 
"Component with back reference is linked to original object. Booo!
\n
"
;

    
}
 
else
 
{

        
echo
 
"Component with back reference is linked to the clone. Yay!
\n
"
;

    
}

}

clientCode
();

```

### Пример на Ruby
```
module
 
Prototype

  
# "Prototype"

 

  
class
 
Prototype

  

    
# Property

    
# свойство id изначально присутствует у каждого объекта, поэтому воспользуемся свойством name

    
attr_reader
 
:name

    
# Constructor

    
def
 
initialize
 
name

      
@name
 
=
 
name

    
end

 

  
end

end

 

# Create an instance and clone it

p1
 
=
 
Prototype
::
Prototype
.
new
 
"my name"
   
# объект класса Prototype создается традиционным путём - методом new

p2
 
=
 
p1
.
clone
                  
# метод clone существует у каждого объекта изначально - его не нужно определять

puts
 
"p1.id = 
#{
p1
.
object_id
}
, p2.id = 
#{
p2
.
object_id
}
"
      
# будут напечатаны разные id

puts
 
"p1.name = 
#{
p1
.
name
}
, p2.name = 
#{
p2
.
name
}
"
  
# будут напечатаны одинаковые name - "my name"

# Wait for user

gets

```

### Пример на VB.NET
```
Namespace
 
Prototype

    
Class
 
MainApp

        
Shared
 
Sub
 
Main
()

            
' Создание двух экземпляров и клонирование каждого

            
Dim
 
p1
 
As
 
Prototype
 
=
 
New
 
ConcretePrototype1
(
"I"
)

            
Dim
 
c1
 
As
 
Prototype
 
=
 
p1
.
Clone
()

            
Console
.
WriteLine
(
"Cloned: {0}"
,
 
c1
.
Id
)

            
Dim
 
p2
 
As
 
Prototype
 
=
 
New
 
ConcretePrototype2
(
"II"
)

            
Dim
 
c2
 
As
 
Prototype
 
=
 
p2
.
Clone
()

            
Console
.
WriteLine
(
"Cloned: {0}"
,
 
c2
.
Id
)

            
Console
.
Read
()

        
End
 
Sub

    
End
 
Class

    
' "Prototype"

    
MustInherit
 
Class
 
Prototype

        
Private
 
m_id
 
As
 
String

        
' Конструктор

        
Public
 
Sub
 
New
(
ByVal
 
id
 
As
 
String
)

            
Me
.
m_id
 
=
 
id

        
End
 
Sub

        
' Свойство

        
Public
 
ReadOnly
 
Property
 
Id
()
 
As
 
String

            
Get

                
Return
 
m_id

            
End
 
Get

        
End
 
Property

        
Public
 
MustOverride
 
Function
 
Clone
()
 
As
 
Prototype

    
End
 
Class

    
' "ConcretePrototype1"

    
Class
 
ConcretePrototype1

        
Inherits
 
Prototype

        
' Конструктор

        
Public
 
Sub
 
New
(
ByVal
 
id
 
As
 
String
)

            
MyBase
.
New
(
id
)

        
End
 
Sub

        
Public
 
Overrides
 
Function
 
Clone
()
 
As
 
Prototype

            
' Неполная копия

            
Return
 
DirectCast
(
Me
.
MemberwiseClone
(),
 
Prototype
)

        
End
 
Function

    
End
 
Class

    
' "ConcretePrototype2"

    
Class
 
ConcretePrototype2

        
Inherits
 
Prototype

        
' Конструктор

        
Public
 
Sub
 
New
(
ByVal
 
id
 
As
 
String
)

            
MyBase
.
New
(
id
)

        
End
 
Sub

        
Public
 
Overrides
 
Function
 
Clone
()
 
As
 
Prototype

            
' Неполная копия

            
Return
 
DirectCast
(
Me
.
MemberwiseClone
(),
 
Prototype
)

        
End
 
Function

    
End
 
Class

End
 
Namespace

```

### Пример на Delphi
```
program
 
PrototypePattern
;

{$APPTYPE CONSOLE}

uses

  
SysUtils
;

type

  
TPrototype
 
=
 
class

  
public

    
function
 
Clone
:
 
TPrototype
;
 
virtual
;
 
abstract
;

  
end
;

type

  
TPrototypeType
 
=
 
class
(
TPrototype
)

  
private

    
FID
:
 
Integer
;

    
FInfo
:
 
String
;

  
public

    
property
 
ID
:
 
Integer
 
read
 
FID
 
write
 
FID
;

    
property
 
Info
:
 
String
 
read
 
FInfo
 
write
 
FInfo
;

    
function
 
Clone
:
 
TPrototype
;
 
override
;

  
end
;

  
function
 
TPrototypeType
.
Clone
:
 
TPrototype
;

  
var

    
vClone
:
 
TPrototypeType
;

  
begin

    
vClone
 
:=
 
TPrototypeType
.
Create
;

    
vClone
.
ID
 
:=
 
ID
;

    
vClone
.
Info
 
:=
 
Info
;

    
Result
 
:=
 
vClone
;

  
end
;

procedure
 
CloneAndShow
(
Prototype
:
 
TPrototypeType
)
;

var

  
vClone
:
 
TPrototypeType
;

begin

  
vClone
 
:=
 
Prototype
.
Clone
;

  
try

    
Write
(
vClone
.
ID
)
;

    
Write
(
vClone
.
Info
)
;

  
finally

    
vClone
.
Free
;

  
end
;

  
WriteLn
;

end
;

var

  
vConcretePrototype1
,
 
vConcretePrototype2
:
 
TPrototypeType
;

begin

  
vConcretePrototype1
 
:=
 
TPrototypeType
.
Create
;

  
vConcretePrototype2
 
:=
 
TPrototypeType
.
Create
;

  
try

    
vConcretePrototype1
.
ID
 
:=
 
10
;

    
vConcretePrototype1
.
Info
 
:=
 
' Prototype1!'
;

    
vConcretePrototype2
.
ID
 
:=
 
11
;

    
vConcretePrototype2
.
Info
 
:=
 
' Prototype2!'
;

    
CloneAndShow
(
vConcretePrototype1
)
;

    
CloneAndShow
(
vConcretePrototype2
)
;

  
finally

    
vConcretePrototype1
.
Free
;

    
vConcretePrototype2
.
Free
;

  
end
;

  
ReadLn
;

end
.

```

### Пример на CoffeeScript
```
class
 
PresidentPrototype

  
constructor
:
 
(@proto) ->

  
clone
:
 
->

    
customer
 
=
 
new
 
President
()

    
customer.first
 
=
 
@proto
.
first

    
customer.last
 
=
 
@proto
.
last

    
customer.aka
 
=
 
@proto
.
aka

    
customer

class
 
President

  
constructor
:
 
(@first, @last, @aka) ->

  
say
:
 
->
 
console
.
log
 
"His name is 
#{
@first
}
 
#{
@last
}
 aka 
#{
@aka
}
."

run
 
=
 
->

  
proto
 
=
 
new
 
President
(
"Jimmy"
,
 
"Wales"
,
 
"Jimbo"
)

  
prototype
 
=
 
new
 
PresidentPrototype
(
proto
)

  
customer
 
=
 
prototype
.
clone
()

  
customer
.
say
()

run
()

```

### Пример на Io
```
Foo
 
:=
 
Object
 
clone

Foo
 
smth
 
:=
 
2

Bar
 
:=
 
Foo
 
clone

```